# Сарсекбаев, Бакыт Абдирахманович
Бакыт (Бахыт) Абдрахманович Сарсекбаев (каз. Бақыт Әбдрахманұлы Сәрсекбай; род. 29 ноября 1981, Павлодар) — казахстанский боксёр-любитель, чемпион Олимпийских игр 2008 года в Пекине в полусредней весовой категории (до 69 кг.), двукратный медалист Азиатских игр (одна золотая и одна бронзовая медаль, в 2006 и 2002 годах соответственно). Заслуженный мастер спорта Республики Казахстан (2008). Кавалер ордена «Барыс» 1 степени.

## Биография[1][2]
Бакыт Сарсекбаев родился 29 ноября 1981 года в Павлодаре. Затем его отдали на воспитание дедушке с бабушкой в посёлок Таваксай, Ташкентской области, Узбекской ССР.
Боксом стал заниматься в возрасте 12 лет. В 16 лет выиграл в Фергане Мемориал Джаксона. Затем 7 раз становился чемпионом Узбекистана. В 2002 году стал бронзовым призёром Азиатских игр в Пусане (Южная Корея) и чемпионом Азии в Малайзии (63,5 кг). За победу на чемпионате Азии ему было присвоено почётное звание «Узбекистон ифтихори». В 2003 году — победителем Афро-Азиатских игр в Индии.
В 2004 году не прошёл отбор в Олимпийскую сборную Узбекистана. После этого переехал на историческую родину в Казахстан. В декабре 2004 завоевал титул чемпиона Казахстана в категории 69 кг, через несколько дней после этого поехал в составе сборной Казахстана в Америку на матчевую встречу США-Казахстан и там стал победителем.
В январе 2005 года участвовал в сборах в Медео, затем стал финалистом в турнире имени Чаудри (Азербайджан).
На международном турнире в немецком городе Галле был признан лучшим боксером турнира.
В 2006 году стал чемпионом мира среди студентов. В этом же году оказался единственным казахским боксёром, одержавшим победу на Азиатских играх в Дохе.
На Олимпийских играх в Пекине в 2008 году Сарсекбаев стал единственным олимпийским чемпионом в сборной Казахстана по боксу. Также эта медаль стала одной из двух золотых медалей команды Казахстана в общем зачёте (со штангистом Ильёй Ильиным).
Закончил Казахскую академию спорта и туризма по специальности «тренер-преподаватель».
Вспоминая о том, как он пришёл в бокс, сам боксёр говорил:
Первый раз в боксерский зал я пришел подростком, 12-летним мальчишкой. Поначалу для меня это было как игра, мальчишеской забавой: надеть перчатки и побаловаться. Но постепенно стало все больше затягивать, и бокс стал моей жизнью и страстью. Хотя у меня были хорошие данные для занятий легкой атлетикой: я неплохо пробегал дистанции и в две, и в три тысячи метров. Но в итоге бокс перевесил, и я стал усиленно заниматься. Затем моя боксерская карьера пошла ударным темпом...Бакыт Сарсекбаев 
Летом 2009 года заявил о намерении покинуть ринг..
Я не покидаю бокс — я рядом с боксом. В настоящее время я являюсь административным директором Федерации любительского бокса КазахстанаБакыт Сарсекбаев 

### Звания и рейтинги
- В рейтинге Международной ассоциации любительского бокса в весовой категории до 69 кг в 2009 году занимал 3-е место (несмотря на то, что никогда не становился призёром первенств мира)[6].
- В 2008 году получил звание заслуженного мастера спорта Казахстана[7].
- Был награждён орденом «Барыс» 1 степени[7][8].

## Послужной список
Сарсекбаев дважды одержал победу над чемпионом мира 2005 года, кубинцем Эрисланди Лара. На Азиатских играх 2006 года победил Каната Ислама, этнического казаха, выступающего за сборную Китая в полусредней весовой категории. Каната Ислама считают основным соперником Сарсекбаева.

### Чемпионат мира по боксу среди любителей 2007 г. (Чикаго, США)
категория: полусредняя
- Сарсекбаев — Ксавье Ноэль (Франция) — 18:7
- Сарсекбаев — Велибор Видич (Босния) — 26:4
- Сарсекбаев — Педро Лима (Бразилия) — 23:11
- Сарсекбаев — Канат Ислам (Китай) — 14:20

### Олимпийские игры 2008 г., Пекин[9]
категория: полусредняя
- Сарсекбаев — Адам Трупиш (Канада) — 20:1
- Сарсекбаев — Виталий Грушак (Молдова) — 18:1
- Сарсекбаев — Дильшод Махмудов (Узбекистан) — 12:7 kk
- Сарсекбаев — Ким Чон Джу (Южная Корея) — 10:6
- Сарсекбаев — Карлос Банто Суарес (Куба) — 18:9

Во время Олимпийских игр 2008 года американская газета «Нью-Йорк таймс» опубликовала интервью с американским боксёром, чемпионом мира 2007 года, Джорджем Андраде. Андраде заявил, что своим главным соперником в борьбе за золотую медаль пекинских Олимпийских игр считает именно Бахыта Сарсекбаева:
Андраде высказал прогноз, в котором он предполагал, что сам встретится в финале с Бакытом Сарсекбаевым, и при этом рассчитывал на победу над ним. Однако Андраде проиграл в четвертьфинале корейскому боксеру Киму Чон Джу, а золото завоевал Сарсекбаев.